# Роланд Јухас
Роланд Јухас (мађ. Juhász Roland), (Цеглед, 1. јул 1983) био је професионални фудбалер који играо на позицији одбрамбеног играча за мађарске прволигашке клубове МТК, Видеотон, затим за белгијски Андерлехт и  био је  мађарски фудбалски репрезентативац.

## Каријера

### МТК Будимпешта
Јухас је своју омладинску каријеру провео у Тапиосечу играјући за локални фудбалски клуб Тапиосече. Професионалну каријеру је започео у МТК Будимпешта 1999. године. Одигравши 107 утакмица Мађарске лиге и постигао 12 голова, са својим добрим играма убедио је селектора фудбалске репрезентације Мађарске да га уврсти у тим. Јухас је постао шампион Мађарске лиге у сезони 2002/03 са МТК Будимпешта. На крају сезоне 2004/05 Мађарске лиге, потписао је за белгијски клуб РСЦ Андерлехт.

### Андерлехт
Јухас је потписао са Андерлехтом 29. августа 2005. године. За клуб је дебитовао против Челсија у УЕФА Лиги шампиона. Он је 19. септембра 2005. сломио кост у стопалу, што је значило да је Андерлехт неколико недеља био лишен услуга мађарског дефанзивца.
Јухас је постао шампион Белгијске Про лиге четири пута са клубом у сезонама 2005/06, 2006/07, 2009/10 и 2011/12. Године 2009. проглашен је за најбољег дефанзивца белгијске прве лиге а од стране Мађарске фудбалске федерације за мађарског играча године за 2009. 
Јухас је 2011. године проглашен за најбољег мађарског фудбалера године за 2011. годину.
Дана 8. августа 2011, објављено је да Ренџерс Ф.Ц. није могао да се договори са Андерлехтом око трансфера за Јухаса. Андерлехт је одбио понуду Ренџерса у вредности од 3 милиона фунти, упркос томе што је сума која одговара слободи коју је Јухас сматрао договореном са својим послодавцима 12 месеци раније. Јухасов агент је сугерисао да би ово могло да уништи играчеву каријеру.
Дана 18. новембра 2011, Селтик Ф.Ц. је био повезан са уговором од 2,6 милиона фунти за Јухаса, а менаџер Селтика Нил Ленон је изјавио да Јухас одговара потреби Селтика. Међутим, Јухас је уместо тога продужио уговор са Андерлехтом до 2014. године.

### Видеотон
Дана 19. фебруара 2013. на сајту Андерлехта је објављен споразум са клубом мађарске лиге Видеотон ФЦ, иако га мађарски клуб није потврдио до 20. фебруара 2013. године. Роланд Јухас се придружио шампиону актуелном шампиону на позајмицу до краја сезоне 2012/13. Са Видеотоном је потписао уговор на две и више година где је на позајмици одиграо девет утакмица и постигао три гола.  Остао је у Видеотону и одиграо укупно 177 утакмица и постигао 20 голова.
Пензионисан је у лето 2020.

## Репрезентација
Јухас је за репрезентацију дебитовао 25. априла 2004. године у пријатељској утакмици са Јапаном, коју је обележио голом. Дана 7. септембра, Мађарска је почела квалификације за Светско првенство у фудбалу 2014. победом у Андори резултатом 5 : 0, Јухас је постигао први гол. Дана 31. маја 2016, Јухас је изабран у селекцију Мађарске на Европском првенствуу 2016. у Француској.
На Европском првенству у Француској Јухас је 18. јуна 2016. играо на утакмици против Исланда на стадиону Велодром у Марсеју, резултат је био 1 : 1. Такође је играо у последњој утакмици групе у ремију 3 : 3 против Португалије на Олимпијском парку Лион, у Лиону, 22. јуна 2016. године. Дана 5. јула 2016. године Јухас је објавио да се повлачи из репрезентације.